# Хронологія рекордів України в приміщенні з бігу на 50 метрів серед чоловіків
Рекорди України з бігу на 50 метрів у приміщенні визнаються Федерацією легкої атлетики України з-поміж результатів, які показали українські легкоатлети на відповідній дистанції на біговій доріжці в приміщенні, за умови дотримання встановлених вимог.

## Хронологія рекордів
|                                         | Час  | Атлет                          | Місто змагань | Дата змагань | Примітки | Відео |
| --------------------------------------- | ---- | ------------------------------ | ------------- | ------------ | -------- | ----- |
| 1                                       | 5,75 | Валерій Борзов Київ            | Гренобль      | 11.03.1972   |          |       |
|                                         |      |                                |               |              |          |       |
| 2                                       | 5,71 | Сергій Осович Івано-Франківськ | Москва        | 07.02.1996   |          |       |
|                                         |      |                                |               |              |          |       |
| 29 років, 49 днів від дати встановлення |      |                                |               |              |          |       |